# Champ de bataille national de Petersburg
Le champ de bataille national de Petersburg – ou Petersburg National Battlefield en anglais – est une aire protégée américaine située en Virginie. Établi le 3 juillet 1926, ce champ de bataille national protège des sites relatifs au siège de Petersburg, pendant la guerre de Sécession, à Petersburg, à Hopewell, dans le comté de Dinwiddie et dans le comté de Prince George. Inscrit au Registre national des lieux historiques depuis le 15 octobre 1966 et classé Virginia Historic Landmark depuis le 18 octobre 1983, il est géré par le National Park Service.